# بزل قطني
البزل القطني (بالإنجليزية: lumbar puncture)‏ يحيط بالدماغ والنخاع الشوكي للعمود الفقري سائل يُسمى السائل الدماغي الشوكي، وهو يفحص للحصول على معلومات قيمة تفيد في التشخيص. ويتم الحصول على عينة من السائل الدماغي الشوكي بعملية تُسمى البزل القطني، التي يتم فيها إدخال إبرة عبر المنطقة القطنية في الظهر، يجري خلالها سحب العينة ومن ثم إرسالها إلى المختبر لفحصه.

## الاستعمالات الطبيّة
يمكن استخدام البزل القطني لدواعي تشخيصية أو علاجية.

### تشخيصيّة
الاستخدام التشخيصي الأهم للبزل القطني هو جمع السائل الدماغي الشوكي. تحليل هذا السائل يمكنه استبعاد أمراض وبائيَة أو التهابيَة أو ورمية تؤثر بالجهاز العصبي المركزي. الاستعمال الأكثر انتشارًا هو عند اشتباه التهاب السحايا الدماغيّة، حيث أنه لا يوجد آداة موثوقة يمكن استعمالها لتشخصيه وهو حالة تهدد الحياة ولكن يمكن علاجها ويمكن استبعادها عند تحليل السائل الدماغي الشوكي. يمكن للبزل القطني أيضًا أن يحدد ما إذا كان المريض لديه المثقبية البروسية المرحلة الأولى أم المرحلة الثانية. الأطفال الرضع عادةً يُطلب لهم بزل قطني كجزء من الإجراءات الروتينية للحمى الغير معروف سببها. هذا بسبب ارتفاع نسبة الأطفال المصابين بالالتهاب مقارنة بالبالغين. أيضًا لأن الأطفال الرضع لا تظهر عليهم الأعراض الكلاسيكية لالتهاب التهيج السحائي مثل تصلب الرقبة أو الصداع مثل البالغين. في أي فئة عمرية يمكن استبعاد وتأكيد تشخيص نزف تحت العنكبوتية، استسقاء الرأس، ارتفاع ضَغْطِ الدَّمِ الحَميدُ داخِلَ القِحْف وتشخيصات أخرى عن طريق البزل القطني. يمكن أيضًا استخدامه لإيجاد خلايا ورمية في السائل الدماغي الشوكي كما في التهاب السحايا السرطاني أوالوَرَمٌ أَرومِيٌّ نُخاعِيّ. السائل الدماغي الشوكي الذي يحتوي على أقل من 10 خلايا دم حمراء/ملليمتر مكعب يعتبرنتيجة سلبية لزف تحت العنكبوتية. النتائج ذات 100 خلية دم حمراء/ملليمتر مكعب أو أكثر تعتبر إيجابية.

### علاجية
البزل القطني يمكن أيضًا استخدامه لحقن الأدوية في السائل الدماغي الشوكي داخل القِراب، لتخدير العمود الفقري أو العلاج الكيميائي. البزل القطني المتسلسل يمكن استعماله لعلاج فَرْطُ الضَّغْطِ داخِلَ القِحْف مجهول السبب. هذا المرض يتميز بارتفاع ضغط السائل الدماغي الشوكي مما يسبب صداع وفقدان دائم للرؤية. في حين أن الأدوية هي عماد العلاج، في بعض الحالات يمكن للبزل القطني أن يُجرى مرات متعددة لتحسين الأعراض. ليس من الموصى اعتماده للعلاج بسبب كونه الإجراء غير مريح وخطر ومدة مفعوله قصيرة. بعض المصابين بمَوَهُ الرَّأْسِ سَّوِيُّ الضَّغْط (الذي يتميز بسلس البول، تغيّر القدرة على المشي بصورة صحيحة والعتة) يشعرون براحة بعض الأعراض عند إخراج السائل الدماغي الشوكي عن طريق البزل القطني.

## موانع الاستعمال
يجب ألا يتم تنفيذ البزل القطني في الحالات التالية:
- ارتفاع الضغط داخل الجمجمة.

## آثار ضارة
صداع البزل القطني مع الغثيان هم أكثر الأعراض الجانبيه شيوعاً: غالبا تستجيب للمسكنات وضخ السوائل. لوقت طويل كان يعتقد ان بالإمكان تجنب هذه الاعراض الجانبيه بواسطة وضعيه الاستلقاء لمده ساعتين بعد العملية: في الإصدار العاشر لماريتس للاعصاب، في فصل البزل القطني، لوحظ ان الكافيين الوريدي مؤثر فيي تقليل من صداع البزل القطني. الاتصال ما بين ابره البزل القطني والعصب الشوكي بالإمكان ان يؤدي لآحساس غير مألوف (تنميل) في الساق خلال الأجراء: وهو شي طبيعي ويمكن تنبيه المريض قبل الأجراء لتقليل خوفهم في حال حصول ذلك خلال إجراء البزل القطني. الصداع المستمر بالرغم من الراحة الطويله ويحدث فقط في حاله الوقوف يمكن ان يكون مؤشر لتسرب للسائل النخاعي من موقع البزل القطني. ويمكن علاجه بالراحة الطويله أو بواسطه رقعه دمويه فوق الجافية، ويتم فيها أخذ دم من المريض وحقنه في مكان التسريب لاحداث تخثر وإيقاف النزيف. المضاعفات الجديه لاجراء البزل القطني نادره جداً. تشمل النزيف الشوكي والفوق الجافية، التهاب العنكبوتية اللاصق وإصابة النخاع الشوكي أو جذور النخاع الشوكي مما يؤدي إلى ضعف أو فقد الإحساس، أو الكساح. الآنف ذكره من المضاعفات حدوثها نادر حيث أن مستوى انتهاء النخاع الشوكي فوق الموقع المناسب للبزل القطني ببعض مساحات فقريه. هنالك تقارير طبيه ان البزل القطني يؤدي لخرم لتشوهات الطبقة الوريديه-الشريانيه الجافوية، ينتج عن نزف خارج الجافية: وهو شيء يندر حصوله. لا ينصح بهذا الاجراء في حال وجود التهاب فوق الجافية، أو في حال وجود التهابات موضوعية أو حالات الجلدية لأنهم يزيدون فرص حدوث التهاب في موقع إجراء البزل القطني أو بالمرضى المصابين بالذهان أو عُصاب مع الم في الظهر. بعض الجهات تؤمن ان سحب السوائل في حال الضغط البدائي غير طبيعي يمكن ان ينتج عن انضغاط في النخاع الشوكي أوانفتاق دماغي: والبعض الآخر يعتقد أن هذه الحالات تحدث مصادفةً مع الوقت، وتحدث منفصله نتيجة لنفس المرض الذي تم إجراء البزل القطني من اجله. في حاله حصوله، الاشعة المقطعيه للدماغ يتم اجرائها قبل البزل القطنيفي حال اشتباه وجود كتله داخل القِحفْ.